# セシウム134
セシウム134（英: caesium-134, 134
55Cs）はセシウムの放射性同位体の1つで、質量数が134のものを指す。半減期は2.0652年である。核分裂生成物のうち放射能汚染の原因となる主要三核種のひとつである。

## 生成
少量はウラン235などの核分裂により直接生成するが、235Uの熱中性子による核分裂収率は4.4×10-6%とかなり低い。質量数134の核分裂生成物には134Sb（収率0.72%、半減期0.8秒）、134Te（収率6.2%、半減期42分）、134mI（収率0.36%、半減期3.7分）、134I（収率0.50%、半減期52.6分）などがあるが、これらがβ崩壊して生成するキセノン134は安定であるため、他の核種のβ崩壊で生成するわけではない。主に、安定同位体セシウム133の中性子捕獲により生成する（133Csの中性子吸収断面積は29バーン）。また安定同位体である133Csの235Uの熱中性子による直接の核分裂収率も7.9×10-7%と低いが、これは133Sb（収率2.3%、半減期2.5分）、133mTe（収率3.0%、半減期55.4分）、133Te（収率1.2%、半減期12.4分）などのβ崩壊で生成する。
Cs-133とCs-134を合わせた核分裂収率は6.7896%である。両者の割合は中性子の放出の度合いにより変わる。また、セシウム134は吸収断面積140バーンで中性子を捕獲し、より半減期の長いセシウム135になる。

## 崩壊
{\displaystyle \mathrm {^{134}_{\ 55}Cs\ {\xrightarrow[{2.0652\ ans}]{\beta ^{-}\ 2.059\ MeV}}\ _{\ 56}^{134}Ba} +{\mathit {e}}^{-}}